# Капаев, Владимир Александрович
Владимир Александрович Капаев (род. 1950) — руководитель Ансамбля казачьей песни «Криница», доцент. Заслуженный деятель искусств России (1996).

## Биография

Конкурс «Голоса России» (Смоленск, 1994)

Родился в г. Вязники Владимирской области 11 января 1950 года.
В 1964 году окончил среднюю школу и Детскую школу искусств им. Л. И. Ошанина Вязниковского района.
В 1967 году получил образование во Владимирском КПУ (дирижёрско-хоровое отделение). С 1968 по 1970 годы служил в рядах Советской Армии. В 1971 году поступил в МГИК, на отделение народный хор, а в 1973 году перевёлся в ГМПИ им. Гнесиных, на отделение народный хор, который закончил в 1977 году.
После окончания работал:
- главным хормейстером Ульяновского русского народного хора профсоюзов;
- главным хормейстером Государственного Академического Воронежского русского народного хора;
- главным хормейстером Государственного Академического Кубанского казачьего хора.

Работая в Краснодарском государственном институте культуры, стал доцентом.
В 1989 году начал создавать из студентов Краснодарского института культуры ансамбль «Криница».
В 1994 году на Втором всероссийском гостелерадиоконкурсе «Голоса России» студенческий коллектив Краснодарской академии культуры стал лауреатом. В настоящее время — руководитель ансамбля.
В 2008 году возглавлял работу жюри межрегионального 6-го фестиваля-конкурса казачьей культуры в Кемеровской области.
В 2011 году входил в жюри Всероссийского конкурса хорового и сольного пения «Самый лучший» в Анапе.
Жена — заслуженная артистка России Ольга Капаева.

## Звания и награды
- Заслуженный деятель искусств Республики Адыгея (14 июня 2016) — за вклад в развитие культуры и искусства
- Заслуженный деятель искусств России (2 мая 1996[5]) — за заслуги в области искусства
- Премия администрации Краснодарского края в области культуры за 2013 год (8 мая 2014) — за создание концертной программы «За Святую Русь помолюсь», направленной на патриотическое воспитание подрастающего поколения